# Enterprise, Oregon

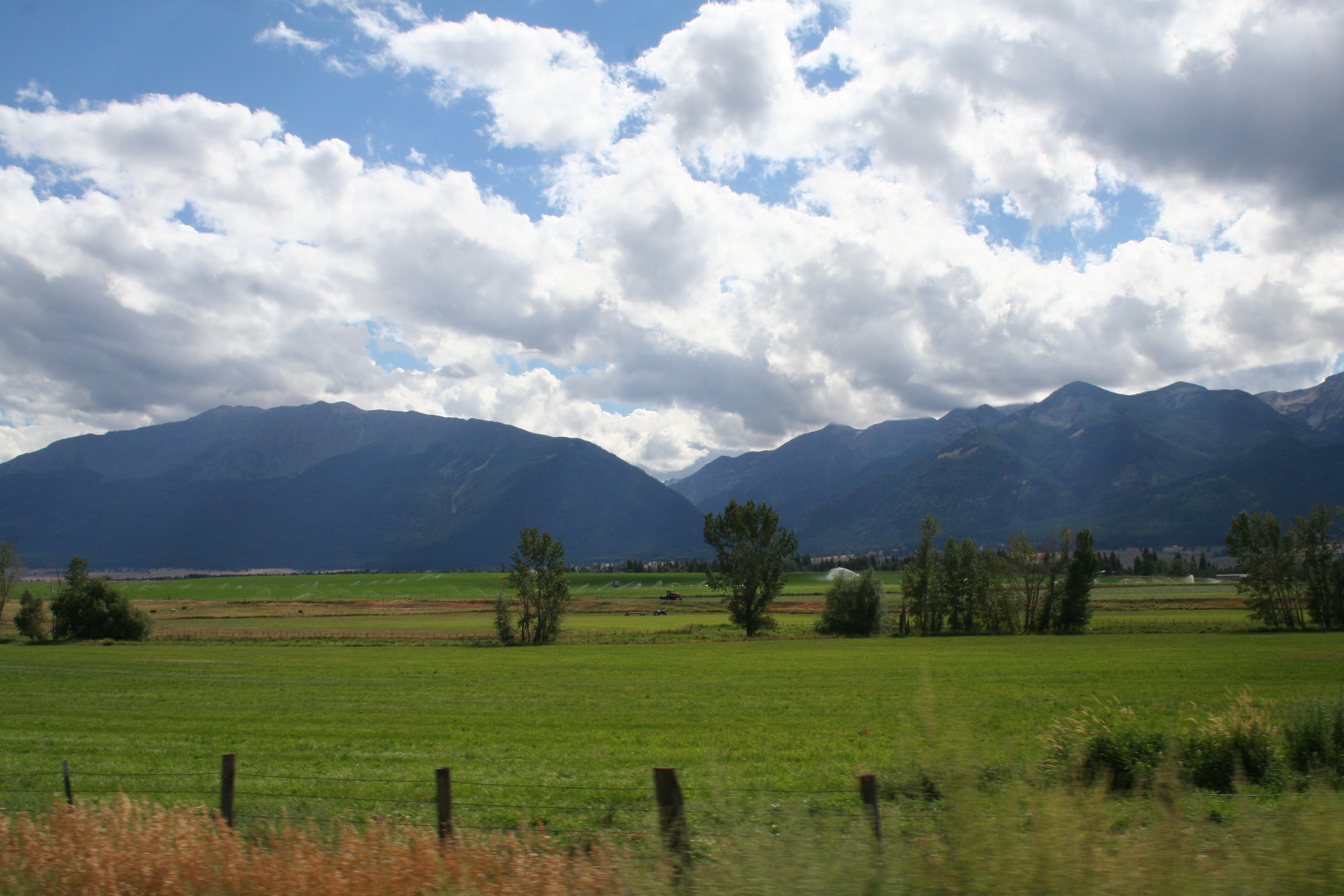
Gần Enterprise, Oregon

Thành phố Enterprise là quận lỵ của Quận Wallowa, Oregon, Hoa Kỳ6. Dân số theo thống kê năm 2000 là 1.895 người. Ước tính dân số năm 2007 là 1.940 cư dân.

## Lịch sử
Enterprise được cái tên của nó qua kết quả của một cuộc biểu quyết tại một cuộc họp cộng đồng được tổ chức trong một lều trại năm 1887. Lều trại này là tài sản của một công ty thương mãi. Thành phố được thành lập vào năm 1889.

## Địa lý
Enterprise nằm ở vị trí 45°25′27″B 117°16′37″T / 45,42417°B 117,27694°TĐã đưa tham số không hợp lệ vào hàm {{#coordinates:}} (45.424259, -117.277066)1.
Theo Cục điều tra dân số Hoa Kỳ, thành phố có tổng diện tích là 1,5 dăm vuông Anh (3,8 km²), tất cả là đất.

## Giao thông
- Phi trường thành phố Enterprise (Oregon)